# Моногорода Казахстана

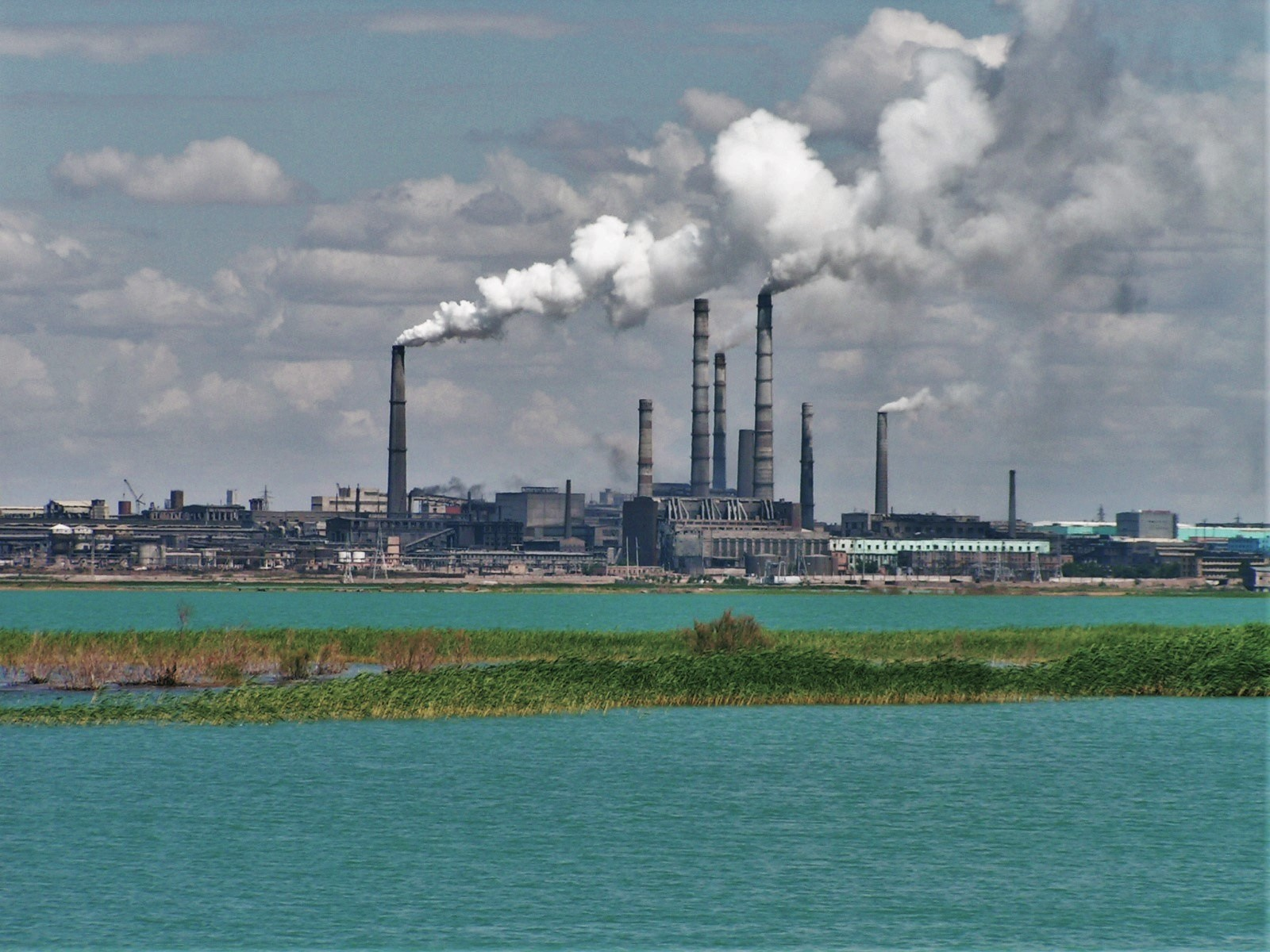
Вид на Балхашский горно-металлургический комбинат в моногороде Балхаш

Большое количество моногородов сохраняется на территории современной республики Казахстан: по состоянию на 2012 год из 86 городов республики статус моногорода имеют 27, или каждый третий (32 %). Все они возникли в советское время. Согласно современной классификации, моногородами в республике Казахстан признаны городские населённые пункты, имеющие от 10 до 200 тысяч жителей, в которых не менее 20 % взрослого населения в таком городе работает на градообразующем предприятии. Лишь 4 моногорода республики имеют население свыше или около 100 тысяч (Темиртау, Рудный, Экибастуз, Жанаозен); a население остальных не превышает 50 тысяч человек.

## Социальные проблемы
В условиях командно-административной экономики Казахской ССР главным достоинством моногородов является то что они могут обеспечить почти тотальную занятость быстрорастущего населения республики. Однако, в рамках свободного рынка это стало практически невозможно из-за постоянных колебаний спроса и предложения, а также развала экономических связей в первые годы после распада СССР. В результате, казахстанские города поразила безработица и массовая эмиграция населения как в более крупные города республики, так и за её пределы. Восстановление части разрушенных связей в рамках ТС может помочь некоторым городам оживиться в экономическом и социальном плане.

### Современное положение
Однако не все моногорода находятся в одинаковых социально-экономических условиях.
Условно их можно разделить на три группы:
- Имеющие действующие градообразующие предприятия (относительно благополучные 19 моногородов): Абай, Аксай, Аксу, Балхаш, Жанаозен, Жезказган, Житикара, Зыряновск, Каражал, Кульсары, Курчатов, Лисаковск, Риддер, Рудный, Сатпаев, Темиртау, Хромтау, Шахтинск, Экибастуз.
- Имеющие частично действующие градообразующие предприятия (менее благополучные 5 моногородов): Аркалык, Жанатас, Каратау, Сарань, Степногорск.
- Имеющие недействующие градообразующие предприятия (неблагополучные 3 моногородa): Кентау, Серебрянск, Текели

## Специализация
1. Обрабатывающие производства — 21 город
2. Добывающие производства — 5 городов: Серебрянск, Степногорск, Жезказган, Сатпаев, Хромтау.
3. Научно-исследовательский центр — г. Курчатов.

## Градообразующие предприятия
| №  | Область                | Моногород                            | Численность населения (чел) | Градообразующее предприятие |
| 1  | Акмолинская            | Степногорск                          | 67851                       | АО «ЕПК Степногорск» АО ГМК «Казахалтын»                                                                                                 |
| 2  | Актюбинская            | Хромтау                              | 26 737                      | Донской горно-обогатительный комбинат филиал АО "ТНК «Казхром»                                                                           |
| 3  | Жетысуская             | Текели                               | 33000                       | АО «Солодовенный завод „Суффле Казахстан“» ТОО «Текелийский горно-перерабатывающий комплекс»                                             |
| 4  | Атырауская             | Кулсары                              | 60 472                      | ТОО «РИП-ГАЗ» |
| 5  | Восточно-Казахстанская | Алтай                                | 36 116                      | Зыряновский свинцовый комбинат ТОО «Казцинк»                                                                                             |
| 5  | Восточно-Казахстанская | Риддер                               | 57 097                      | Лениногорский полиметаллический комбинат «Казцинк»                                                                                       |
| 5  | Восточно-Казахстанская | Серебрянск                           | 8429                        | Бухтарминская ГЭС Серебрянский завод неорганических производств                                                                          |
| 6  | Абайская               | Курчатов                             | 7310                        | АО «УМЗ», РГП «Национальный ядерный центр» Республики Казахстан                                                                          |
| 7  | Жамбылская             | Жанатас                              | 22 383                      | ТОО «Еврохим Каратау» ТОО «ЕвроХим-Удобрения»                                                                                            |
| 7  | Жамбылская             | Каратау                              | 30214                       | ТОО «TalasInvestmentCompany» |
| 8  | Западно-Казахстанская  | Аксай                                | 40400                       | «КарачаганакПетролиумОперейтинг Б. В.»                                                                                                   |
| 9  | Карагандинская         | Балхаш                               | 79 167                      | ТОО «Корпорация Казахмыс» ТОО «Kazakhmys Smelting» (Казахмыс Смэлтинг)                                                                   |
| 9  | Карагандинская         | Сарань                               | 52 020                      | ТОО «Kazcentrelectroprovod» Шахта имени Кузембаева Шахта «Саранская»                                                                     |
| 9  | Карагандинская         | ТОО «Kazakhmys Maintenance Services» |                             | |
| 9  | Карагандинская         | Темиртау                             | 186 220                     | Карагандинский металлургический комбинат АО «АрселорМиттал Темиртау» Темиртауский электрометаллургический комбинат                       |
| 9  | Карагандинская         | Шахтинск                             | 57152                       | 4 угольные шахты ТОО «Құрылысмет» |
| 9  | Карагандинская         | Абай                                 | 28 365                      | Шахта «Абайская» АО «АрселорМиттал Темиртау»                                                                                             |
| 10 | Улытауская             | Жезказган                            | 91 633                      | ТОО «Корпорация Казахмыс» |
| 10 | Улытауская             | Сатпаев                              | 69 776                      | ТОО «Kazakhmys distribution» |
| 10 | Улытауская             | Каражал                              | 18 426                      | Производственное объединение «Оркен», ТОО «Оркен-Атасу» ТОО «Karazhal Operating» (Каражал Оперейтинг) АО «Жайремский ГОК»                |
| 11 | Костанайская           | Аркалык                              | 28 249                      | Филиал АО «Алюминий Казахстана» Торгайское бокситовое рудоуправление                                                                     |
| 11 | Костанайская           | Житикара                             | 34 736                      | АО «Костанайские минералы» ТОО «Комаровское горное предприятие»                                                                          |
| 11 | Костанайская           | Лисаковск                            | 40 150                      | Филиал АО «Алюминий Казахстана» Краснооктябрьское бокситовое рудоуправление Лисаковский ГОК АО «АрселорМиттал Темиртау»                  |
| 11 | Костанайская           | Рудный                               | 129 517                     | АО «Соколовско-Сарбайское горно-обогатительное производственное объединение»                                                             |
| 12 | Мангыстауская          | Жанаозен                             | 150700                      | АО «Озенмунайгаз» Казахский газоперерабатывающий завод                                                                                   |
| 13 | Павлодарская           | Аксу                                 | 44 714                      | Аксуский завод ферросплавов-филиала АО «Транснациональной компании „Казхром“» Аксуская ГРЭС АО «Евроазиатская энергетическая корпорация» |
| 13 | Павлодарская           | Экибастуз                            | 143 411                     | ТОО «Богатырь Комир» ТОО «Экибастузская ГРЭС-1» ТОО «KAZ Minerals Bozshakol»                                                             |
| 14 | Туркестанская          | Кентау                               | 61 389                      | АО «Кентауский трансформаторный завод»                                                                                                   |